# Document legal
Un document legal (del llatí documentum, derivat de docere "ensenyar, demostrar") o en dret simplement document, és qualsevol mitjà, sobretot gràfic, que comprovi l'existència d'un fet, l'exactitu o la veritat d'una afirmació, etc., que tingui un valor de prova. Els documents són sovint sinònim d'actes, cartes o escrits.
Un document pot ser també una informació singularitzada, o sigui que es pot distingir per un nom o un codi, que tracta d'un assumpte específic de naturalesa i interès particular d'una institució de caràcter secret, estratègic o que representa capital intel·lectual, és a dir plenament integrada en els béns intangibles d'una entitat.
Les parts del document jurídic són: la disposició i les fórmules diplomàtiques.

## Tipus de documents
- Documents Públics: emesos per una autoritat pública o mitjançant una autoritat pública - per exemple, escriptura pública de compra i venda emesa per un notari
- Documents Privats: emesos per un particular (persona física), o per una autoritat pública fora de les seves funcions atribucions o competència.

Tant els documents públics com els privats poden constituir prova del fet jurídic, acte jurídic o de negoci jurídic.

### Respecte al valor
- Valor administratiu - Valor per a l'Administració en la mesura que informa, fonamenta o aprova ls actes administratius presents o futurs.
- Valor fiscal - Valor financer o fiscal.
- Valor informatiu - Valor independent del valor probatori.
- Valor legal - Valor en el dret processal d'un document per a comprovar un fet o constituir un dret.
- Valor permanent - o valor històric.
- Valor primari - Valor atribuït com a generador d'arxiu.
- Valor probatori - Valor intrínsec que el permet servir de prova legal.
- Valor secundari - Valor atribuït als documents segons valor d'arxiu o valor per a altres usuaris.

### Respecte a la naturalesa de l'assumpte
- Documents ostensius: No cal restriccions a l'accés;
- Documents secrets: en diversos graus des de reservats a ultra-secret.[3]

### Respecte al gènere
- Textuals: Documents impresos i manuscrits.
- Cartogràfics: Documents com les representacions geogràfiques.
- Iconogràfics: amb imatges estàtiques.
- Filmogràfics: document audiovisual.
- Sonors: registres fonogràfics.
- Microgràfics: Microfilm i microfitxa.
- Informàtics - HD, disquete, CD, etc.

## Gènesi i tradició documental
Julio Ficker descobrí que l'orige de tots els documents legals es dona seguint dos moments independentment de la institució o època: l'actum i el factum gràfic. Després es considerà que hi ha tres moments: l'actio, la conscriptio i la traditio.
L'acte jurídic o actio consisteix que una persona declara la pretensió de fer quelcom regulat per les lleis determinant-li drets i obligacions. Aquest acte pot donar-se per complet sense necessitat d'arribar a registrar-lo, és a dir, sense haver de seguir els altres moments (conscriptio i el que li segueix: la traditio).
La conscriptio consisteix en l'enregistrament del document. Necessàriament per donar-se aquest moment cal haver passat l'actio, mentre que aquest pot donar-se com a complet sense necessitat de la conscriptio.
La traditio consisteix en l'entrega al destinatari o al representant d'aquest.
La tradició documental o transmissió documental és com ha arribat el fet jurídic documentat des del seu enregistrament més antic fins al diplomatista, tant siguen originals com còpies.